# Robert Laimer

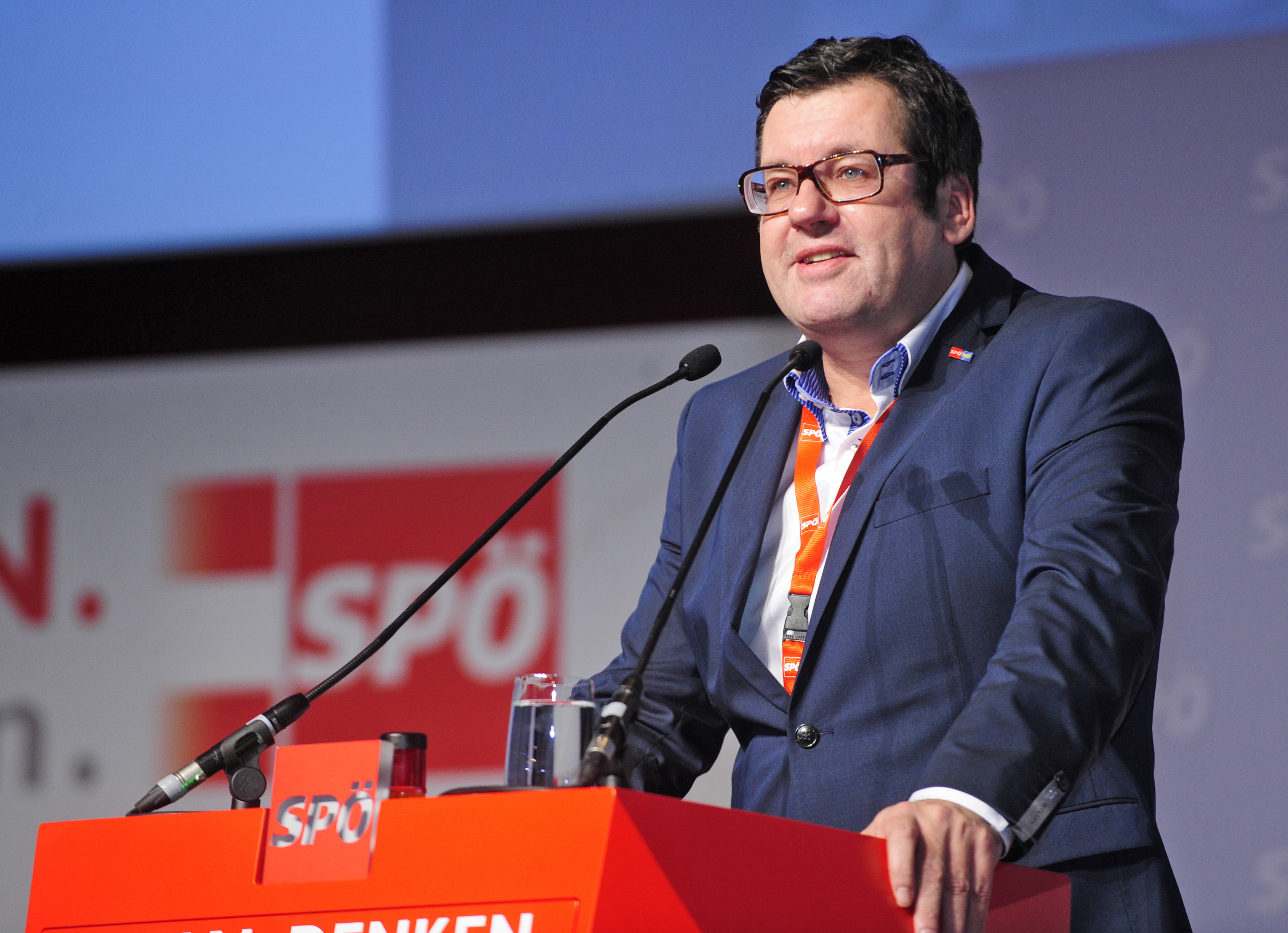
Robert Laimer (2014)

Robert Laimer (* 3. August 1966 in St. Pölten, Niederösterreich) ist ein österreichischer Politiker der Sozialdemokratischen Partei Österreichs (SPÖ). Er wurde am 9. November 2017 als Abgeordneter zum Nationalrat angelobt.

## Leben
Robert Laimer besuchte nach der Volks- und Hauptschule die Handelsschule in St. Pölten. Nach abgeleistetem Präsenzdienst war er von 1984 bis 2003 bei der Niederösterreichischen Gebietskrankenkasse angestellt, wo er als Projektleiter in der Öffentlichkeitsarbeit tätig war und ab 1988 als Betriebsrat fungierte. 2003 wurde er als Nachfolger von Anton Heinzl Bezirksgeschäftsführer der SPÖ St. Pölten. Von 2013 bis 2017 war er gemeinsam mit Reinhard Hundsmüller Landesgeschäftsführer der SPÖ Niederösterreich, nach Laimers Wechsel in den Nationalrat wurde Hundsmüller alleiniger Landesgeschäftsführer.
Von 1999 bis 2003 war er Landesvorsitzender der Jungen Generation in Niederösterreich. Von 2001 bis 2005 gehörte er dem Gemeinderat in St. Pölten an, wo er ab 2005 Stadtrat war. Als Stadtrat folgte ihm mit 26. Februar 2018 Harald Ludwig nach. Bei der Nationalratswahl 2017 kandidierte er für den Regionalwahlkreis Niederösterreich Mitte, am 9. November 2017 wurde er als Abgeordneter zum Nationalrat angelobt. In der XXVI. Gesetzgebungsperiode war er Mitglied im ständigen Unterausschuss in ESM-Angelegenheiten, im Unvereinbarkeitsausschuss, im Ausschuss für Petitionen und Bürgerinitiativen und im Umweltausschuss. In der 27. Gesetzgebungsperiode fungierte er im SPÖ-Parlamentsklub als Bereichssprecher für Landesverteidigung.
Für die Nationalratswahl 2024 wurde er hinter Rudolf Silvan und Silvia Kumpan-Takacs auf Platz drei der Landesliste der SPÖ Niederösterreich gewählt, im Regionalwahlkreis Niederösterreich Mitte wurde er SPÖ-Spitzenkandidat. Im Wahlkreis erhielt er rund 3000 Vorzugsstimmen. In der XXVIII. Gesetzgebungsperiode blieb er Bereichssprecher für Landesverteidigung.

## Parlamentarische Arbeit
Robert Laimer ist seit der XXVII. Gesetzgebungsperiode, die am 11. Dezember 2019 begann, Mitglied und Obmann im Ständigen Unterausschuss des Landesverteidigungsausschusses (1/SA-LV). Der Ständige Unterausschuss des Landesverteidigungsausschusses hat die Aufgabe, die Nachrichtendienste des Bundesheeres (Abwehramt und Heeresnachrichtenamt) zu kontrollieren. Dazu holt der Ausschuss Auskünfte vom Bundesministerium für Landesverteidigung ein. Die Sitzungen dieses Ausschusses sind geheim. In der 27. Gesetzgebungsperiode fungierte Robert Laimer zudem als Bereichssprecher für Landesverteidigung im SPÖ-Parlamentsklub.
.

### Sicherheitspolitische Strategie SPÖ
Am 29. Juni 2024 präsentierte Robert Laimer gemeinsam mit der stv. Klubvorsitzenden Eva-Maria Holzleitner und dem außenpolitischen Experten Wolfgang Petritsch die sicherheitspolitische Strategie der SPÖ. Diese Strategie betont den Schutz vor innerer und äußerer Gewalt, die Sicherung der Lebensqualität sowie die Freiheit zu einem selbstbestimmten Leben. Laimer betonte dabei die Bedeutung einer modernen Sicherheitsarchitektur und die Notwendigkeit einer stärkeren Polizeipräsenz im öffentlichen Raum. Zudem hob er die Herausforderungen der Personalgewinnung und -bindung bei Polizei, Bundesheer und Justiz hervor.

### Sky Shield
Am 31. Mai 2024 kritisierte Laimer die österreichische Bundesregierung scharf dafür, dass sie Ressourcen des Landesverteidigungsministeriums in die Sky Shield Initiative investiert, während eine überfällige Sicherheitsstrategie vernachlässigt wird. Er betonte die Notwendigkeit der parlamentarischen Einbindung in sicherheitspolitische Entscheidungen, insbesondere in Bezug auf die Sky Shield Initiative, und kritisierte die Verteidigungsministerin für fehlende Transparenz und die Missachtung des Parlaments.

### Neutralität
Am 28. Februar 2024 betonte Robert Laimer in einer Nationalratssitzung zum Volksbegehren „Neutralität JA“ das unverbrüchliche Bekenntnis der SPÖ zur Neutralität. Laimer hob hervor, dass die Neutralität nicht nur ein grundlegender Bestandteil der österreichischen Identität sei, sondern auch einen schützenden Charakter habe. Er widersprach der Ansicht, dass Neutralität keinen Schutz biete, und betonte, dass sie in der Geschichte dazu beigetragen habe, sinnlose Opfer zu vermeiden und Österreich aus Konflikten herauszuhalten. Zudem verwies er auf die breite Unterstützung in der Bevölkerung für die Neutralität, die er als europapolitischen Auftrag versteht, und unterstrich, dass Österreichs Neutralität im Rahmen der EU einen essenziellen Beitrag für den Frieden in Europa leisten kann.

## Auszeichnungen
- 2024 Großes Goldenes Ehrenzeichen für Verdienste um die Republik Österreich[17]